# Pedicularis klotzschii
Pedicularis klotzschii är en snyltrotsväxtart. Pedicularis klotzschii ingår i släktet spiror, och familjen snyltrotsväxter.

## Underarter
Arten delas in i följande underarter:
- P. k. klotzschii
- P. k. lutescens